# Pseudautomeris
Pseudautomeris es un género de mariposas nocturnas de la familia Saturniidae descrito por primera vez por Claude Lemaire en 1967.

## Especies
El género incluye las siguientes especies:
- Pseudautomeris antioquia (Schaus, 1921)
- Pseudautomeris arminicuscoensis Brechlin & Meister, 2010
- Pseudautomeris arminiyungasensis Brechlin & Meister, 2010
- Pseudautomeris boettgeri Naumann, Brosch & Wenczel, 2005
- Pseudautomeris brasiliensis (Walker, 1855)
- Pseudautomeris chinchipensis Racheli & Racheli, 2006
- Pseudautomeris chrisbrechlinae Brechlin & Meister, 2010
- Pseudautomeris coronis (Schaus, 1913)
- Pseudautomeris erubescens (Boisduval, 1875)
- Pseudautomeris fimbridentata (Dognin, 1916)
- Pseudautomeris grammivora (E. D. Jones, 1908)
- Pseudautomeris hubneri (Boisduval, 1875)
- Pseudautomeris irene (Cramer, 1779)
- Pseudautomeris lata (Conte, 1906)
- Pseudautomeris luteata (Walker, 1865)
- Pseudautomeris ophthalmica (Moore, 1883)
- Pseudautomeris pohli Lemaire, 1967
- Pseudautomeris porifera (Strand, 1920)
- Pseudautomeris rudloffi Brechlin & Meister, 2010
- Pseudautomeris salmonea (Cramer, 1777)
- Pseudautomeris stawiarskii (Gagarin, 1936)
- Pseudautomeris subcoronis Lemaire, 1967
- Pseudautomeris toulgoeti Lemaire, 2002
- Pseudautomeris yourii Lemaire, 1985